# Разтока (село)
Ра́зтока (словац. Ráztoka) — село в окрузі Брезно Банськобистрицького краю Словаччини. Станом на грудень 2015 року в ньому проживало 278 мешканців[джерело?].

## Географія
Протікає Разтоцький потік.

## Населення
| Рік:            | 1994. | 2004.   | 2014.   | 2024.   |
| --------------- | ----- | ------- | ------- | ------- |
| Кількість осіб: | 320   | 294     | 281     | 270     |
| Різниця:        |       | -8,12 % | -4,42 % | -3,91 % |

| Рік:            | 2023. | 2024.   |
| --------------- | ----- | ------- |
| Кількість осіб: | 277   | 270     |
| Різниця:        |       | -2,52 % |